# Osiedle Tysiąclecia (Bełchatów)
Osiedle Tysiąclecia (także Osiedle 1000-lecia lub Osiedle 1000-lecia Państwa Polskiego) – osiedle mieszkaniowe znajdujące się w środkowej części Bełchatowa.
Południową granicą osiedla jest ulica 1 Maja, zachodnią ulica Kwiatowa, wschodnią ulica Henryka Dąbrowskiego, a północną ulica Konrada Leśniewskiego „Orlika”. Zabudowę osiedla stanowi 9 bloków mieszkalnych (4 dwupiętrowych i 5 czteropiętrowych).
Wybudowane w latach 60. XX wieku, drugie z najstarszych osiedli bełchatowskich obok Osiedla Wolność. Jest to także jedno z mniejszych osiedli i ze względu na swoją długą historię mieszkańcy tej części miasta mogą cieszyć się bogatym nasadzeniem zieleni. Zaciszne osiedle posiada atut komunikacyjny z racji jego centralnego usytuowania.

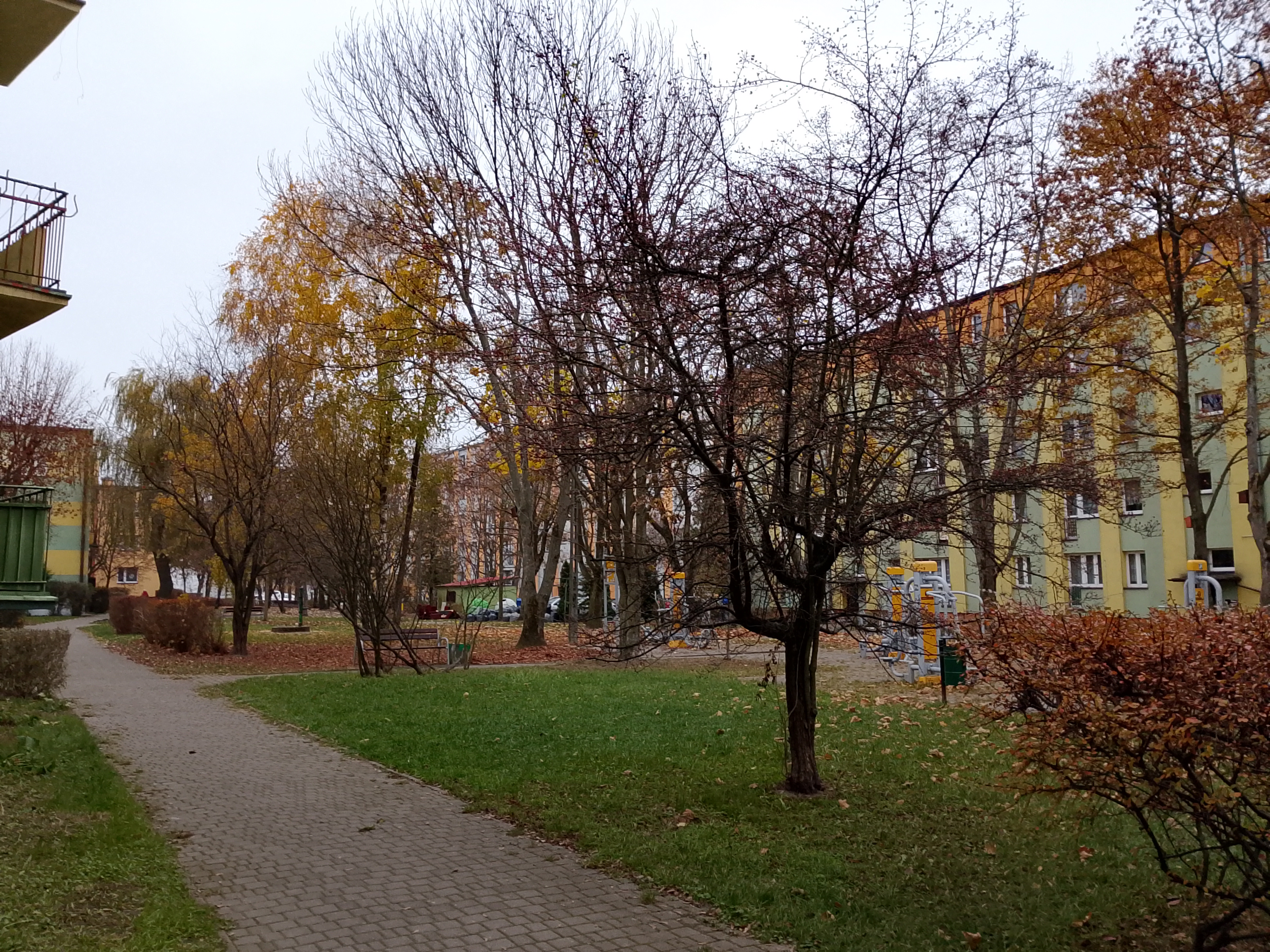
Osiedle Tysiąclecia w 2024 r.